# تاریخ سینما

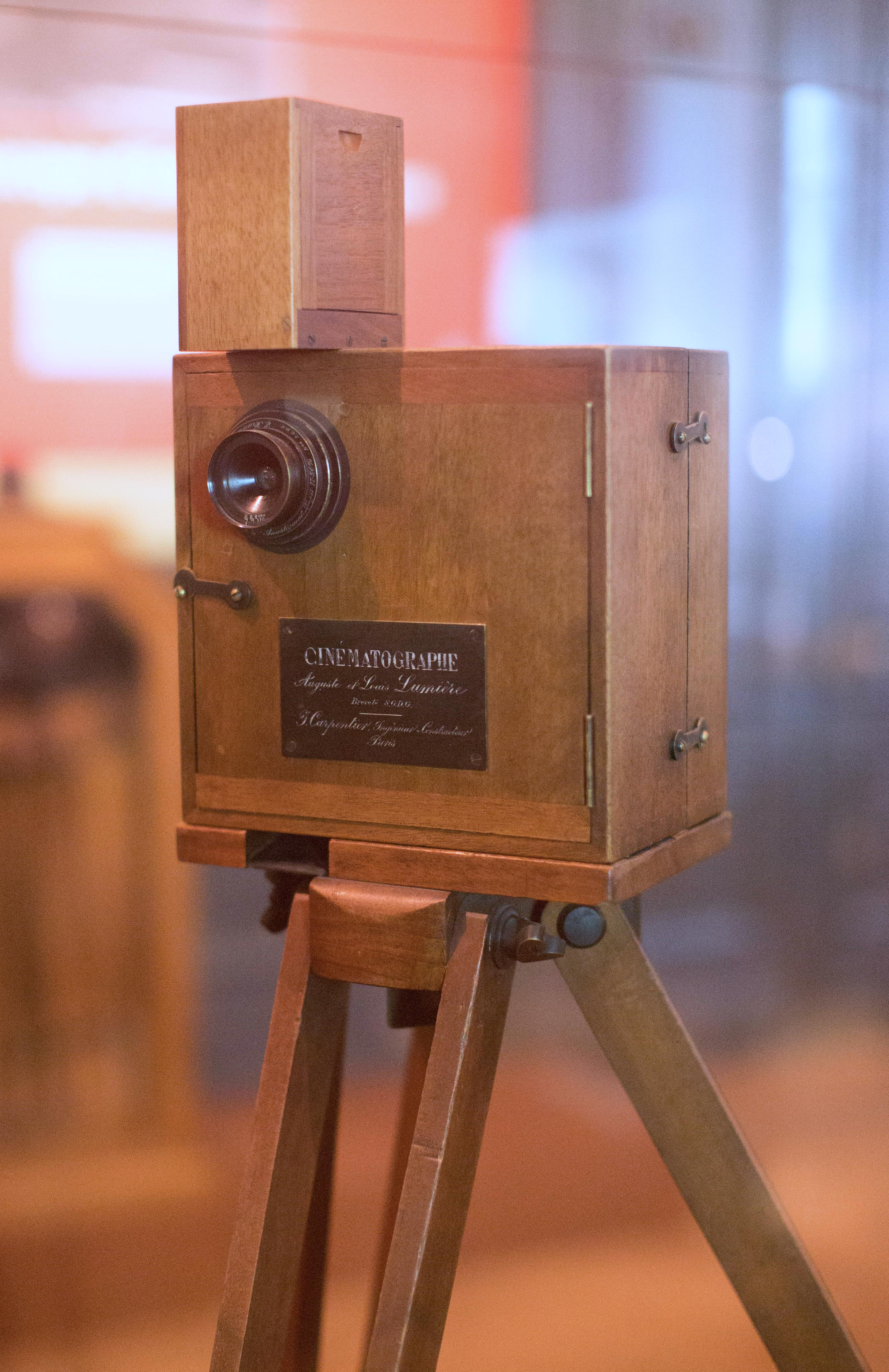
سینماتوگراف

تاریخ سینما حکایت از به وجود آمدن هنر بصری ایجادشده با استفاده از فناوری‌های فیلم دارد که در سال‌های پایانی سدهٔ نوزدهم آغاز شد. تصاویر متحرک به‌تدریج از کاروان‌های شادی شروع شد و تا آنجا پیشرفت کرد که به یکی از مهم‌ترین ابزارهای ارتباطات و تفریحات و رسانهٔ پرتعداد سدهٔ بیستم تبدیل شد. تصاویر متحرک فیلم‌ها تحت تأثیر دو عامل هنر و تکنولوژی بوده است.
رسانه‌های جدید محبوب، از جمله تلویزیون (جریان اصلی از دهه ۱۹۵۰)، رسانه خانگی (دهه ۱۹۸۰)، و اینترنت (دهه ۱۹۹۰)، بر توزیع و مصرف فیلم‌ها تأثیر گذاشتند. به‌منظور جذابیت نمایش‌های سینمایی، تولید فیلم معمولاً با محتوای متناسب با رسانه‌های جدید، نوآوری‌های فنی (از جمله صفحه عریض (دهه ۱۹۵۰)، فیلم‌های سه‌بعدی و چهار بعدی) و آثار دیدنی‌تر صورت می‌گیرد. سیستم‌هایی که ارزان‌تر و راحت‌تر کار می‌کردند (از جمله فیلم ۸ میلی‌متری، ویدئو و دوربین‌های گوشی‌های هوشمند) تعداد فزاینده‌ای از مردم را قادر ساخت تا فیلم‌هایی با کیفیت‌های متفاوت، برای هر هدفی، از جمله فیلم‌های خانگی و هنر ویدئویی بسازند. کیفیت فنی این ابزارها معمولاً پایین‌تر از فیلم‌های حرفه‌ای بود، اما با ویدیوهای دیجیتال و دوربین‌های دیجیتال مقرون‌به‌صرفه و با کیفیت بهبود یافت. روش‌های تولید دیجیتال با بهبود در طول زمان، طی دههٔ ۱۹۹۰ محبوب‌تر شدند و منجر به جلوه‌های بصری واقع‌گرایانه‌تر و ساخت پویانمایی‌های رایانه‌ای بلندِ محبوب گردیدند.

## پیش از سینما
نمایش و رقص مؤلفه‌های مشترک بسیاری با فیلم داشت، از قبیل متن نمایش، نورپردازی، طراحی لباس، تولید، کارگردانی، بازیگری، بینندگی، مستمعین و درجه‌بندی. سابقه دو هنر فوق به هزاران سال قبل از فیلم بر می‌گردد. بسیاری از اصطلاحات فنی این دو حوزه نیز در آینده در نظریه و نقد فیلم بکار رفت مثل اصطلاح میزانسن.
قدمت جعبه به ابن هیثم در کتابی از او با نام کتاب المناظر بر می‌گردد (۱۰۲۱م، قرن پنجم) و بعدها این دستگاه توسط گیامباتیستا دلا پارتا در سال ۱۶۰۰ تکمیل شد. نور توسط یک سوراخ کوچک یا یک لنز در خارج از آن برعکس می‌شود و بر روی یک سطح صاف یا صفحه نمایش داده می‌شود، در سال ۱۷۴۰ و ۱۷۴۸ دیوید هوم در مقالات رساله‌ای دربارهٔ طبیعت آدمی و پرس و جویی درباب فرایند فهم در آدمی به بحث دربارهٔ مشارکت و انگیزش مایه خیال به‌وسیلهٔ تصاویر می‌پردازد که عده‌ای گمان می‌کنند که اولین ارجاعات در مورد زبان فیلم است.

## تولد سینما

تصایر متحرک مویبریج از اسب

در سال ۱۸۷۸ میلادی، ادوارد مایبریج با حمایت مالی للاند استانفورد که سیاستمدار و مؤسس دانشگاه استنفورد بود موفق به عکسبرداری پشت سر هم از اسبی به نام سالی گاردنر شد. این عکسهای متوالی توسط ۲۴ دوربین پشت سر هم برداشته شد. آزمایش فوق در ۱۱ ژوئن در مزرعه پالو آلتو و با حضور نشریات برگزار شد. دوربین‌ها به موازات حرکت اسب در یک مسیر مستقیم قرارداده شد و شاتر هر دوربین به‌وسیلهٔ سیمی که با سم اسب در ارتباط بود کنترل می‌شد. هر تصویر در یک هزارم ثانیه برداشت می‌شد.
فیلم بعدی که تجربه شد منظره باغ روندهای بود که در ۱۴ اکتبر ۱۸۸۸ میلادی به‌وسیلهٔ لوئیس پرینس در لیدز، ایالت یورکشایر غربی انگلیس ساخته شد؛ لذا انگلیسی‌ها به عنوان اولین کسانی که به تصویر متحرک دست یافته‌اند شناخته می‌شوند.
در ۲۱ ژوئن ۱۸۸۹ میلادی، ویلیام گرین حق امتیازی به شماره ۱۰۱۳۱ برای دوربین کرونوفوتوگرافیک اش گرفت. ظاهراً دوربین او قادر به گرفتن ۱۰ عکس بر روی فیلم سلولولید سوراخ دار بوده است. گزارشی از این دوربین در روزنامه عکسی انگلستان در تاریخ ۲۸ فوریه ۱۸۹۰ میلادی منتشر شد. گرین یک سری تصویر از قضیه را برای توماس ادیسون یعنی کسی که در آزمایشگاهش دستگاهی به نام کینتوسکوپ را ساخته بود ارسال کرد. این گزارش بار دیگر در مجله ساینتیفیک امریکن (Scientific American) در تاریخ ۱۹ آوریل همان سال به انتشار رسید. گرین در سال ۱۸۹۰ مکانی برای نمایش تهیه کرد اما سرعت پایین نمایش عکسها باعث عدم توجه چشم‌گیری به آن شد.
ویلیام کندی لاری دیکسون، که همکار ادیسون در لابراتوارش بود توانست با ساخت نواری از جنس سلولولید برای خودش اعتباری کسب کند. آن‌ها برای تولید فیلم استودیویی به نام بلک ماریا ساختند. (به علت شباهت ساختمان استودیو با ماشین مخصوص حمل مجرمان که نامش بلک ماریا بوده است).
کینتوسکوپ با موفقیت در کل اروپا منتشر شد اما ادیسون هرگز این وسیله را خارج از آتلانتیک ثبت نکرد. این امر باعث شد تا از روی این دستگاه تقلیدهایی صورت گیرد، مثل دوربینی که به‌وسیلهٔ مخترع انگلیسی
رابرت و پائول و بیرت اکرس شریکش ساخته شد.
پائول عقیده بر نمایش تصاویر متحرک برای گروهی از تماشاچیان عمومی به جای بینندگان خاص را داشت، از این رو یک فیلم پروژکتور تولید کرد، اولین نمایش خودش را در ۱۸۹۵ انجام داد. در حول و حوش همین زمان، در فرانسه، آگوست و لوئی لومیر سینماتوگراف را اختراع کردند، یک دستگاه قابل حمل که سه قطعه دوربین، چاپگر و پروژکتور را در یکجا جا داده بود.
آنها به زودی با فیلم‌های واقع گرایانه خود به اصلی‌ترین تولیدکنندگان اروپا تبدیل شدند، کارهایی مثل: کارگران در حال خروج از کارخانه لومیر و کارهای خنده آوری مثل آبیار آبیاری می‌شود (هر دو در سال ۱۸۹۵) ساخته شده‌اند. در واقع اولین فیلم تاریخ سینما ورود لوکوموتیو بخار به ایستگاه لسیوته است. لومیرها پدر سینمای مستند هستند. اولین نمایش عمومی فیلم موشن پیکچرز در اروپا، متعلق به ماکس و امیل اسکلادا نوسکی بود که با دستگاه آپاراتوس شان بایوسکوپ که یه دستگاه بدون لرزش بود از ۱ تا ۳۱ نوامبر ۱۸۹۵ انجام شد.
در می همان سال در آمریکا، اوژن آگوستین لائوست دستگاه ایدلوسکوپ را برای خانواده لاتهم طراحی کرد.
در این دوران فیلم‌ها کمتر از ۱ دقیقه بودند و اغلب یک صحنه واقعی یا نمایشی را از یک اتفاق عمومی یا ورزش یا بزن و بکوب را نمایش می‌دادند. هنوز از دستکاری در فیلم خبری نبود: نه تدوینی و اکثراً بدون حرکت دوربین و صحنه مستقیم. شاخصه تازگی تصاویر متحرک خود به تنهایی کافی بود تا یکی از بزرگ‌ترین اتفاقات قرن اخیر باشد.
همان‌طور که در کتاب تاریخ سینمای مسعود مهرابی آمده است، ورود نخستین دوربین فیلم‌برداری (دستگاه سینماتوگراف) در زمان مظفرالدین‌شاه، به سال ۱۲۷۹ هجری خورشیدی، آغازگر تاریخ سینمای ایران است. مظفرالدین شاه در یکی از سفرهایش به فرانسه از دستگاه سینماتوگراف خوشش آمد و به میرزا ابراهیم‌خان صحاف باشی دستور خریداری آن را داد. شاه که مجذوب کارناوالها و جشنواره‌های فرنگی بود دستور داد تا از کارناوال اسناند فیلم برداشته شود و این نخستین تصاویری بود که سینماتوگراف ابتیاع شده ضبط کرد.
نخستین محل پخش فیلم در سال ۱۲۸۳ توسط ابراهیم خان صحاف‌باشی در خیابان چراغ گاز افتتاح شد و در آن فیلم‌های کمدی کوتاه نمایش داده شد. اما نخستین سالن عمومی سینما توسط مهدی‌خان روسی در خیابان علاءالدوله افتتاح شد. او پس از مدتی با اجاره بالاخانه‌ای در خیابان لاله‌زار، سالن سینمای خود را به آنجا برد.

## دوران صامت
در دوران صامت پیوند تصویر با صدای هم‌زمان برای مبدعین این امر ممکن نبود، در واقع روشی برای این کار تا اواخر ۱۹۲۰ پیدا نشده بود. از این جهت در ۳۰ سال اول عمر سینما، فیلم‌ها صامت بودند هرچند که با موسیقی زنده و حتی گاهی هم جلوه‌های صوتی محیطی و حتی تفسیرهایی که توسط نمایش دهنده فیلم ارائه می‌شد همراه بود.

### تاریخ سینما از ۱۸۹۵ تا ۱۹۰۶
۱۱ سال اولیه عمر تصاویر متحرک سیر تحول سینما از یک ابداع تازه به یک تفریح عمومی و همگانی بود. خود فیلم‌ها تحولی را از فیلم‌های تک شات که کاملاً توسط یک نفر و تعداد محدودی همکار ساخته می‌شد به فیلم‌های چند دقیقه‌ای و چند شاته، که توسط کمپانی‌های بزرگ با قواعد صنعتی ساخته می‌شد را نشان می‌دهد.

#### تجارت فیلم تا ۱۹۰۶
اولین نمایش تجاری فیلم در ۱۴ آوریل ۱۸۹۴ در اتاقک کینتوسکوپ صورت گرفت. مشهود است که ادیسون در پی اختراع سیستم صوتی فیلم بوده، اتفاقی که تا ۱۹۲۷ و در فیلم خواننده جاز صورت نگرفت. در ۱۸۹۶ فهمیدند که در صورت نمایش برای افراد بیشتر پول بیشتری حاصل خواهد شد. از این رو کمپانی ادیسون پروژکتوری که توسط آرمات و ژنکینز ساخته شده بود و نامش فانتسکوپ بود را گرفتند و به ویتاسکوپ تغییر نام دادند.